# Blackpool
Blackpool (engelskt uttal: [ˈblækpuːl] lyssna (fil)) är en kuststad i grevskapet Lancashire i nordvästra England. Staden ligger vid Irländska sjön, cirka 24 kilometer nordväst om Preston och cirka 46 kilometer norr om Liverpool. Den ligger i enhetskommunen Borough of Blackpool. Tätortsdelen (built-up area sub division) Blackpool hade 147 663 invånare vid folkräkningen år 2011. Staden har haft spårvagnstrafik sedan 1885.
Staden har en lång historia som semesterort/badort. Sedan 1960-talet har turismen, och därmed även till viss del staden, haft en nedåtgående trend i och med det ökande resande med flyg till Medelhavet.
Blackpool är känt för sitt Blackpool Tower, vars topp når 158 meter över havet. Tornet kostade 42 000 pund att bygga år 1894 och är till utseendet starkt influerat av Eiffeltornet i Paris.
I staden finns även Blackpool Opera House som är en av Englands största teatrar.
Stadens professionella fotbollslag är Blackpool FC som genom åren har spelat flera säsonger i den högsta ligadivisionen och vann FA-cupen 1953.
Skådespelerskan Jenna Coleman (känd från tv-serien Doctor Who) kommer ifrån Blackpool.